# 1972年亚热带风暴阿尔法
亚热带风暴阿尔法（英語：Subtropical Storm Alpha）曾于1972年5月吹袭乔治亚州，是一场较为罕见的淡季亚热带气旋。系统源于西大西洋形成的一个不具备热带天气系统特征的气旋，起初向东北方向移动至南、北卡罗莱纳州近海。受逐渐成形的高压脊影响，风暴转向西南，同时增强成亚热带风暴并获名“阿尔法”。气旋之后从萨凡纳附近海岸登陆，最终于5月29日在墨西哥湾东北部消散。阿尔法在沿海地区产生大浪和中等程度降水，导致两人丧生，损失总额超过10万美元（1972年美元）。

## 气象历史
1972年5月，连续多个弱低压槽从美国东部经过。这个月第三周，其中一个低压槽沿线在美国东南部发展出闭合形上层低气压，并与西风带相分离。阿尔法源于佛罗里达州东北部的下层低气压，这股低气压还同大规模冷芯上层低压相关联。系统经过组织，于5月23日晚在乔治亚州和南卡罗莱纳州边界以东洋面发展成亚热带低气压。行进至北卡罗莱纳州哈特拉斯（Hatteras）东南方向海域时，气旋因受逐渐成形的高压脊影响而无法再向东北方向前进，然后缓慢转向东南。5月25日，系统内快速形成规模虽小但强度较高的下层中心，到次日就已达到烈风强度，并且这时还已转朝西南方向移动。协调世界时5月26日下午16点，美国国家飓风中心开始针对位于哈特拉斯角（Cape Hatteras）以南约362公里海域的亚热带气旋阿尔法发布公告，风暴还在几乎同一时间达到持续风速每小时110公里的最高强度。
美国国家飓风中心针对风暴的首份公告显示，多个预测模型对气旋最终的移动路线存在分歧，有些认为系统会登陆乔治亚州，有些则认为会向东北方向前进，逐渐远离陆地。阿尔法的气候特点也较为反常，美国国家飓风中心当时没有找到任何类似风暴的过往纪录。气旋起初向西南方向移动，组织结构层次分明。系统中心位于对流东部边缘，规模非常小，东面还有下层云系形成。气旋这时的温度结构更接近冬季风暴，但由于这时已是夏季，气象机构估计系统会朝亚热带风暴转变。5月27日，风暴略向西面转向，风速也稳步下降，暴雨主要在中心以东和以北持续。
美国国家飓风中心起初起初认为，风暴中心可能并不属下层中心，但由于无法确定环流中心的存在，该机构对预测并不是很有把握。这种情况的出现主要是因为风暴规模非常庞大，直至5月27日晚才经雷达图像和飓风猎人侦察机确认有中心形成。当晚，阿尔法的中心从萨凡纳以南不远处登陆，以风速每小时100公里、最低气压991毫巴（百帕，29.26英寸汞柱）强度对小范围区域构成影响。风暴还在登陆前后发展出暖芯，这表明系统已经拥有部分热带天气系统特征。阿尔法在陆地上空迅速减弱，于两天后在墨西哥湾东北部上空完全消散。

## 防灾措施和影响

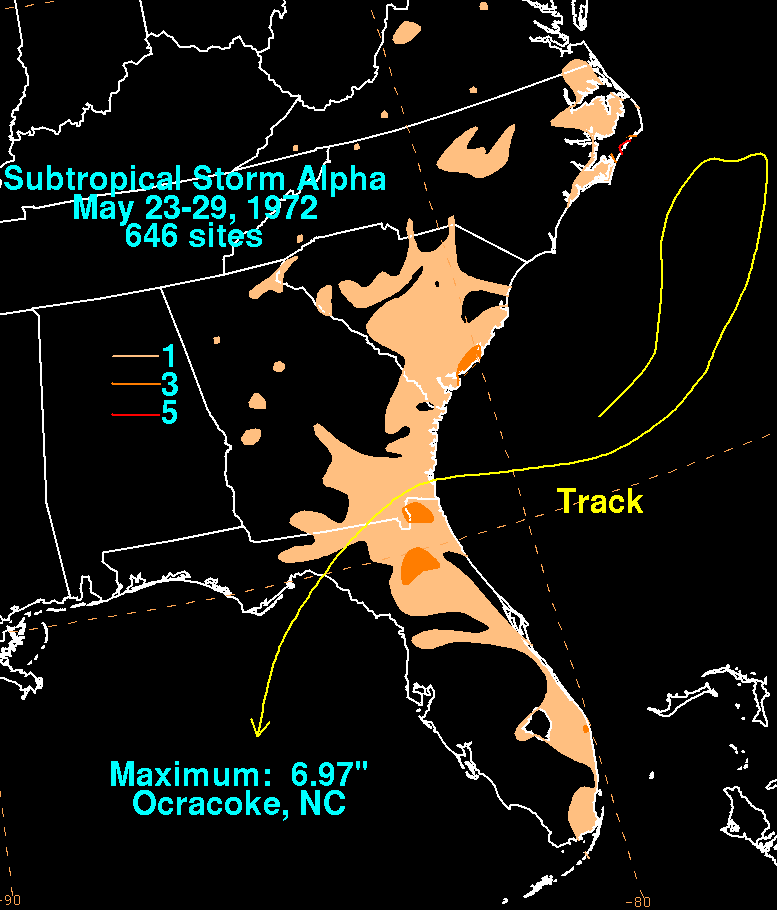
亚热带风暴阿尔法在美国东南部产生的降水分布

美国国家飓风中心针对阿尔法发布首份公告时，佛罗里达州杰克逊维尔到新泽西州开普梅之间地区接获小型船只警告；北卡罗莱纳州恐怖角（Cape Fear）到弗吉尼亚州阿可麦克县钦科蒂格（Chincoteague）之间地区还收到烈风警告。风暴与东北方向的高气压系统相互影响，导致气温降低的同时，还有大风从特拉华州南下，弗吉尼亚海角沿线的海浪最高达到6.1米。气旋在北卡罗莱纳州和弗吉尼亚州沿海产生暴雨，降雨量最高的奥克拉科克（Ocracoke）达到177毫米。行经北卡罗莱纳州近海期间，阿尔法引发严重的海滩侵蚀，摧毁了一套房屋，还对外滩群岛多套民宅的根基构成威胁，造成的破坏总额超过5万美元（1972年美元）。阿尔法行经西大西洋期间令大范围海域波涛汹涌，恶劣的海况被视为这场风暴引起的最大威胁。
佛罗里达州东北部有警务人员在海滩驻守，防止人们前往危险的水域游泳，大浪还令梅波特海军基地一座港口的开挖加深工作被迫暂停。风暴消散后，海上依然波涛汹涌，有两人因此溺毙。乔治亚州沿海的潮汐比正常水平要高0.61至0.91米，引发一定程度的洪水和海滩侵蚀。圣西蒙斯岛（Saint Simons Island）的阵风时速有93公里。大风刮倒部分树木，还令多条输电线缆中断，乔治亚州东部部分居民家中停电。该州所受破坏程度较轻，但范围甚广，估计数额超过5万美元（1972年美元）。此外，南卡罗莱纳州到佛罗里达州南部都出现中等程度降水。
阿尔法是以北约音标字母命名，1972年大西洋飓风季由此成为历史上第一个有非热带气旋获命名的飓风季。当时大型亚热带气旋和中性热带气旋都是以这种方式命名，之后再合并成一个分类。